# アサヒタクシー (広島県)
アサヒタクシー株式会社（ASAHI TAXI Co., Ltd.）は、広島県福山市に本社を置くタクシー・観光バス事業者である。

## 概要
1949年6月に設立したと同時にタクシー事業を開始。貸切バス事業には1978年に進出した。
近年ではゴルフカートを利用した観光タクシー(グリーンスローモビリティ)を運行したり、良品計画と組んだ上で移動販売車の運行を行っている。
2021年8月16日、東京・日本交通京都営業所（旧：未来都京都営業所）の全株式を譲受。同年10月16日営業開始。関西地方に初進出した。
2022年6月1日付で、子会社の因の島バスが因の島運輸から路線バス事業など全事業を譲受した。アサヒタクシーは因の島運輸の事業譲受により、既存のタクシー事業との融合も視野に入れ、公共交通の維持を図るとしている。

## 本社及び営業所
- 本社 - 広島県福山市新涯町2-20-11
- 鞆営業所 - 広島県福山市鞆町鞆418-4

## 沿革
- 1949年6月1日 - 設立。
- 1952年6月 - 自動車分解整備事業の認可を受ける。
- 1978年 - 久松タクシー（現：井笠商事）から事業を譲り受け、グリーンタクシー株式会社を設立。
- 1978年2月11日 - 貸切バス事業開始。
- 2021年8月16日 - 東京・日本交通京都営業所の全株式を譲受。京都アサヒタクシー株式会社に。
- 2021年10月16日 - 京都アサヒタクシーの営業開始。関西地方に初進出した。
- 2022年6月1日 - 子会社の因の島バスが、因の島運輸から全事業を譲受。
- 2024年11月1日、岡山交通から福山両備タクシーカンパニー（福山営業所）の事業を譲受。

## 関連会社
- グリーンタクシー株式会社
- 株式会社笠岡タクシー
- アサヒ商事株式会社
- 株式会社ハクスイ（クリーニング業）
- 京都アサヒタクシー株式会社[7]
- 因の島バス株式会社

## 車両
タクシー車両はトヨタ自動車製を、バス車両はいすゞ自動車製と三菱ふそう製を保有している。バス車両の塗装は一般路線車両と貸切・高速路線用とでデザインは異なるが、どちらも白地に赤色とオレンジ色のラインがあしらわれている。高速路線用車両については、2023年8月にアサヒタクシー保有の貸切車と共通デザインの車両が登場した。

### タクシー車両
- トヨタ・コンフォート
- トヨタ・クラウン
- トヨタ・ジャパンタクシー

### ハイヤー車両
- トヨタ・セルシオ
- トヨタ・アルファード
- レクサス・LS

### バス車両
- いすゞ・ガーラ
- 三菱ふそうエアロシリーズ